# Savino Guglielmetti

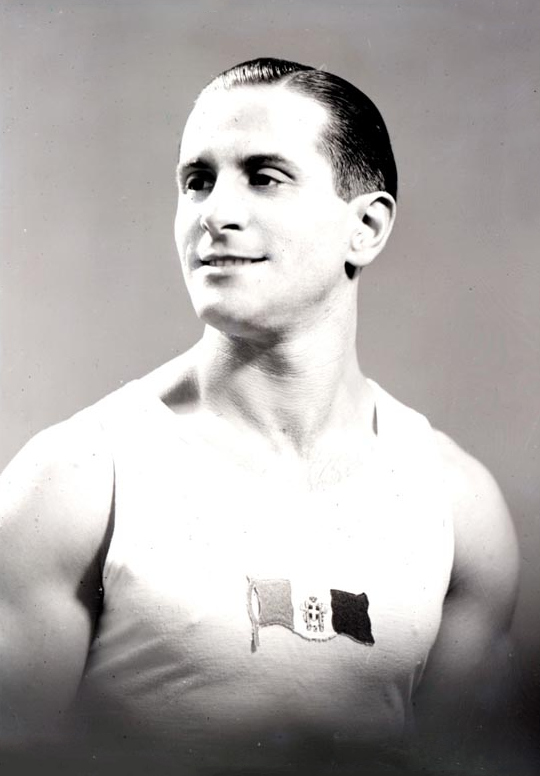

Savino Guglielmetti (né à Milan le 26 novembre 1911 - décédé à Milan le 23 janvier 2006) est un gymnaste italien.
Il gagna deux fois aux Jeux olympiques de Los Angeles en 1932. En 1988, il vint inaugurer le gymnase International Hall of Fame.

## Liens externes

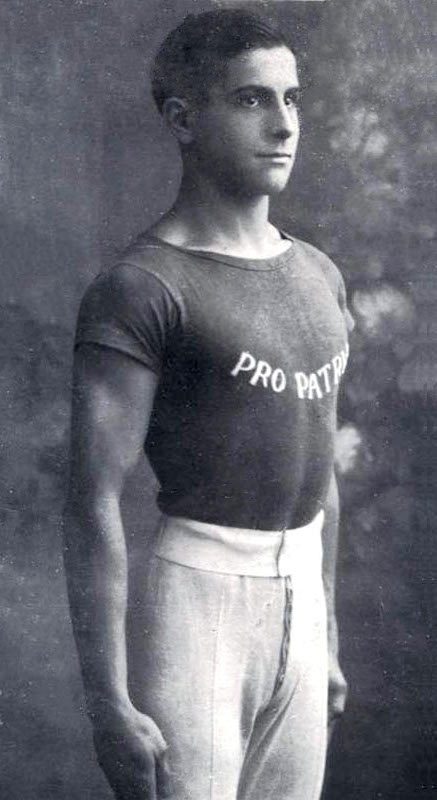

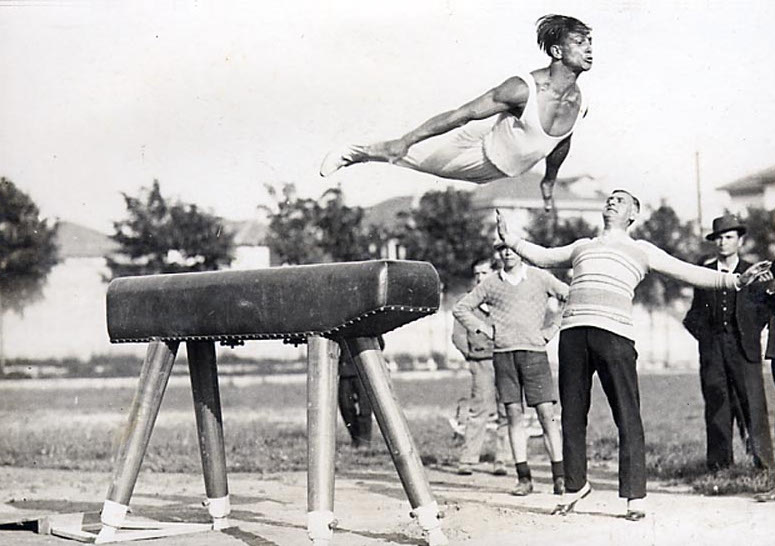

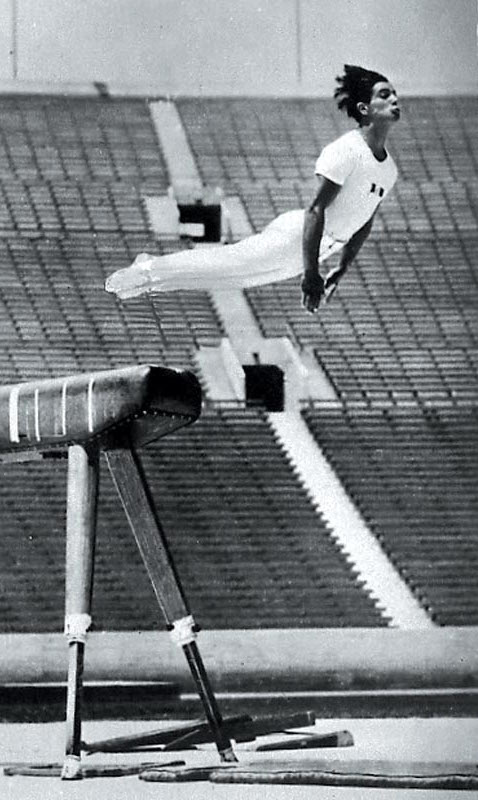

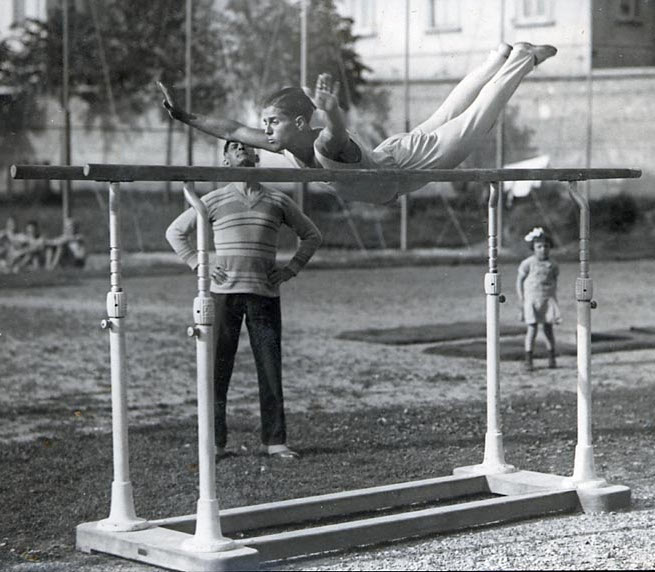

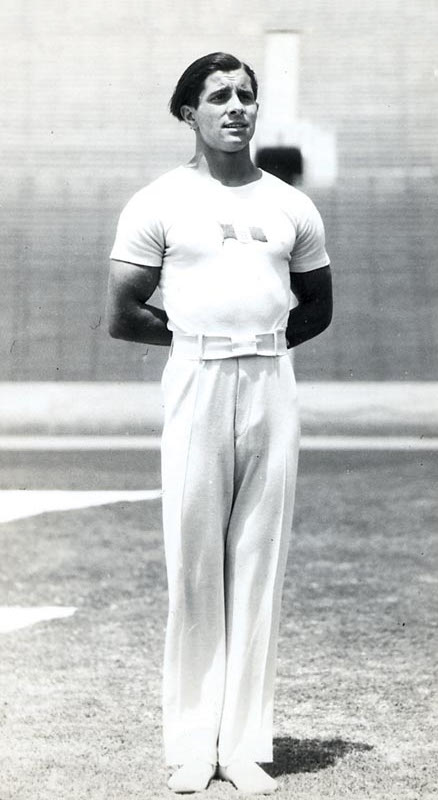

## Palmarès

### Jeux olympiques
- Los Angeles 1932
  -  médaille d'or par équipes
  -  médaille d'or au saut de cheval